# Вьётан, Жозефина
Жозефина Эдер Вьётан (нем. Joséphine Eder-Vieuxtemps; урожденная Эдер нем. Eder; в дореволюционных источниках нередко именуется Вьетан; 15 [27] декабря 1815 или 1816, Вена — 20 июня [2 июля] 1868 или 29 июня 1868) — австрийская пианистка, а впоследствии певица (сопрано) и организатор концертов. «Музыкальный словарь Римана» называет её «хорошей», а «Энциклопедический словарь Брокгауза и Ефрона» — «талантливой» пианисткой.

## Биография
Жозефина Эдер родилась 15(27) декабря 1815 в городе Вене, но ряд источников называют датой рождения 1816 год. Она была дочерью пианиста и композитора Филиппа Эдера (нем. Philipp Eder) и, поэтому, уже с самого раннего возраста девушка получала уроки игры на фортепиано у Карла Черни — австрийского пианиста и композитора чешского происхождения, который считался в австрийской столице одним из лучших музыкальных педагогов в области клавишных инструментов; помимо этого она также изучала гармонию у теоретика музыки Саймона Зехтера. И уже в тринадцать лет Жозефина Эдер дебютировала как солистка венской сцене. 

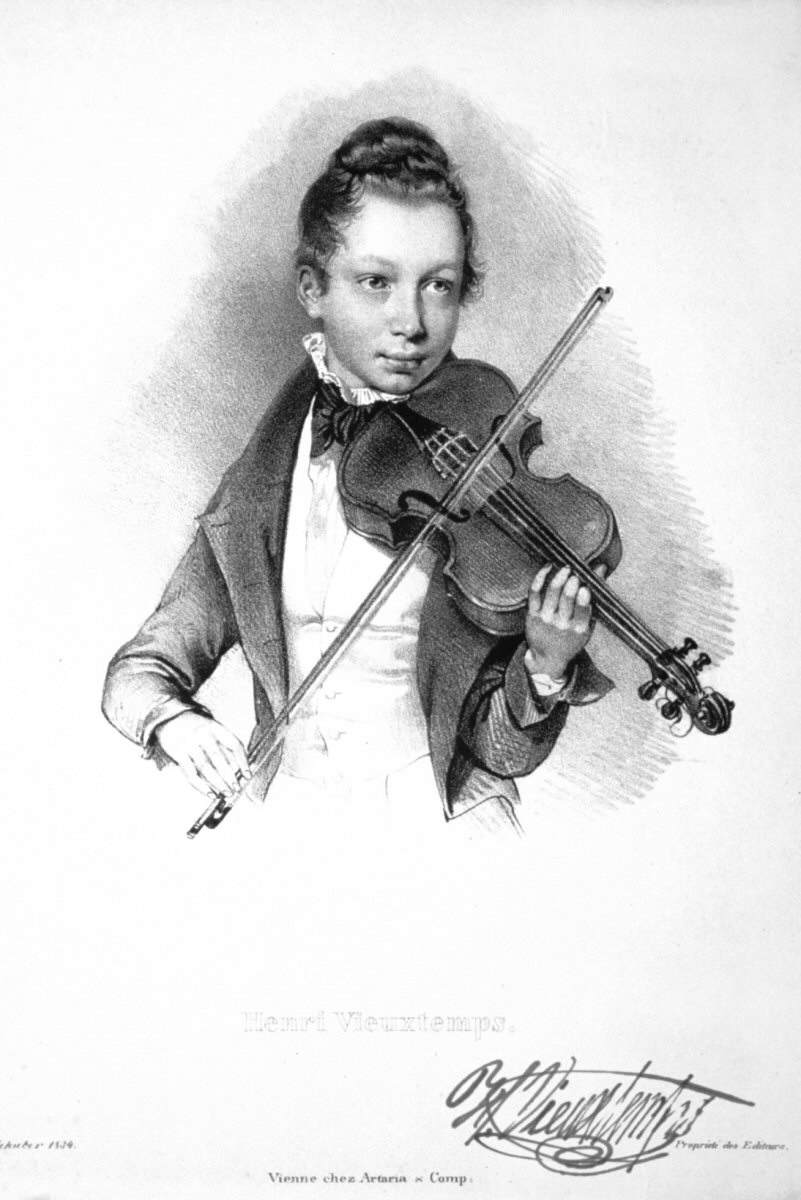
Анри Франсуа Жозеф Вьётан
(супруг и коллега Жозефины)

В 1833 году в сопровождении матери она отправилась в турне с выступлениями в Праге, Берлине, Дрездене, Лейпциге, Франкфурте-на-Майне, Мюнхене и Штутгарте, а также в других городах Австрии, Венгрии и Германии под бурные аплодисменты публики; критики также пророчили ей большую карьеру. На одном из своих концертов в Лейпциге она сыграла с Кларой Жозефиной Вик Шуман вариации для двух фортепиано композитора Яна Вацлава Воржишека. В этом концертном туре она также выступала вместе с Вильгельмом Таубертом и в Штутгарте со своим будущим мужем, скрипачом Анри Вьётаном.
Ее брак с банкиром и археологом Исидором Левенштейном (нем. Isidor Löwenstein; 1806–1856) продлился совсем недолго и в 1835 году был расторгнут. Будучи замужем, она перестала давать концерты, а после развода переехала в Кассель в 1843 году. После совместной поездки в Мексику в 1843—1844 гг. Жозефина Эдер в конце 1844 года повторно вышла замуж за бельгийца Анри Вьётана, который стал впоследствии (наверняка не без помощи супруги) одним из основателей национальной скрипичной школы. После свадьбы она лишь эпизодически появлялась в качестве солистки, но сопровождала мужа в гастрольных поездках, занималась организацией его концертов, разучивала с ним новые произведения и аккомпанировала ему на его концертах. В этом браке родилось четверо детей.
С 1846 по 1852 год семья жила в Санкт-Петербурге, где Анри Вьётан работал профессором и скрипачом при царском дворе. В это время Жозефина писала музыку в составе трио со своим мужем и виолончелистом Иоганном Беньямином Гроссом.
После возвращения в Германию они сначала жили в Драйайхенхайне недалеко от Франкфурта-на-Майне. В 1857—1858 годах она сопровождала мужа в поездке по США, но, судя по отзывам, Эдер публично не появлялась. С 1864 года семья жила во Франкфурте-на-Майне, прежде чем они переехали в Париж в 1866 году из-за политической напряженности между Германией и Францией.
Жозефина Эдер-Вьётан умерла от холеры 20 июня 1868 года в La Celle-Saint-Cloud (Ивелин).